# Západočeský kraj
Západočeský kraj je jedním z bývalých krajů Československa. Byl vytvořen 11. dubna 1960 zákonem o územním členění státu. Sídlem kraje byla Plzeň. Název kraje byl odvozen od jeho zeměpisné polohy v západní části Čech. Západočeský kraj zanikl 1. ledna 2021 nabytím účinnosti nového zákona o územně správním členění státu. Západočeský kraj sousedil se Středočeským krajem na východě, Jihočeským krajem na jihu, Severočeským krajem na severovýchodě a s německými spolkovými zeměmi Sasko a Bavorsko na západě.

## Vymezení
Kraj byl vymezen územím okresů Domažlice, Cheb, Karlovy Vary, Klatovy, Plzeň-jih, Plzeň-město, Plzeň-sever, Rokycany, Sokolov a Tachov. Území kraje bylo tvořeno územími samosprávných krajů Plzeňského a Karlovarského (okresy Domažlice, Klatovy, Plzeň-jih, Plzeň-město, Plzeň-sever, Rokycany a Tachov tvoří území samosprávného Plzeňského kraje, okresy Cheb, Karlovy Vary a Sokolov tvoří území samosprávného Karlovarského kraje).

## Vývoj
Původně byl Západočeský kraj i správní jednotkou, která měla také vlastní volený orgán – krajský národní výbor. V roce 1990 byly krajské národní výbory zrušeny a jejich kompetence přešly na stát a okresní úřady. Ústavním zákonem č. 347/1997 Sb., o vytvoření vyšších územně samosprávných celků, a zákonem č. 129/2000 Sb., o krajích, vznikly samosprávné kraje, na které přešly kompetence z rušených okresních úřadů a ze státní úrovně. Vznikl tak Plzeňský kraj a Karlovarský kraj a původní Západočeský kraj zůstal jen jednotkou územního členění. Poštovní směrovací čísla míst v Jihočeském a Západočeském kraji začínají číslicí 3. Čísla dopravních závodů ČSAD v Západočeském kraji začínala číslicí 3.
K 1. lednu 2016 se území kraje zvětšilo o některá katastrální území ze zrušeného vojenského újezdu Brdy, která byla připojena k obcím Plzeňského (a zároveň Západočeského) kraje:
Okres Rokycany (7 katastrálních území, 11 budov, 21 obyvatel):
- Dobřív v Brdech (rozloha 15,001008 km²[4], 0 budov, 0 obyvatel) k obci Dobřív
- Mirošov v Brdech (rozloha 2,088398 km²[5], 0 budov, 0 obyvatel) k obci Mirošov
- Skořice v Brdech (rozloha 20,013659 km²[6], 9 budov, 21 obyvatel – jde zejména o osadu Kolvín) k obci Skořice
- Strašice v Brdech (rozloha 26,901687 km²[7], 2 budovy, 0 obyvatel) k obci Strašice
- Štítov v Brdech (rozloha 1,324276 km²[8], 0 budov, 0 obyvatel) k obci Štítov
- Těně v Brdech (rozloha 15,873074 km²[9], 0 budov, 0 obyvatel) k obci Těně
- Trokavec v Brdech (rozloha 0,169004 km²[10], 0 budov, 0 obyvatel) k obci Trokavec

Okres Plzeň-jih (3 katastrální území, 0 budov, 0 obyvatel):
- Borovno v Brdech (rozloha 0,965899 km²[11], 0 budov, 0 obyvatel) k obci Borovno
- Číčov v Brdech (rozloha 3,326621 km²[12], 0 budov, 0 obyvatel) k části Číčov města Spálené Poříčí
- Míšov v Brdech (rozloha 2,221332 km²[13], 0 budov, 0 obyvatel) k obci Míšov